# آنتونیو دا سیلوا پورتو
آنتونیو فرانسیسکو فیریرا دا سیلوا پورتو (António Francisco Ferreira da Silva Porto) (زادهٔ ۲۴ اوت ۱۸۱۷ – درگذشتهٔ ۲ آوریل ۱۸۹۰)، بازرگان و کاشف اهل پرتغال در آنگولا، آفریقای غربی قبلاً مستعمره پرتغال، بود.

## زندگی‌نامه
سیلوا پورتو در یک خانواده فقیر در شهر پورتو، سرزمین اصلی پرتغال متولد شد؛ او فرزند یک والدین فروتن بود، اما پدر وی در نبردها علیه فرانسه در جریان یورش ۱۸۱۰، خود را برجسته ساخت. پسر باهوش و بلند همت به‌جای اینکه راه پدر را ادامه داده و به نظامی بپیوندد، چشم به فرصت‌های اقتصادی در سرزمین بسیار دور دوخت.
با درنظر داشتن موفقیت بیشتر مهاجرین، برزیل یکی از مقاصد احتمالی بود؛ در سن دوازده سالگی او با اخذ اجازه پدر، بر کشتی دو دکله ریو ایو سوار شده و به پایتخت برزیل، ریو دو ژانیرو مهاجرت کرد. پس از اینکه او برای مدت برای یک بازرگان کار کرد، نسبت به پاداش‌اش خشمگین شده و شغلش را ترک کرد، پس از آن به‌طور مقطعی چندین شغل دیگر داشت. در هجده سالگی او وارد ایالت باهیا در برزیل شده و نام جدید خود را در روزنامه‌ای به‌نام کوریئو میرکانتیل به اعلام داد تا نام وی با کسی دیگری که آنتونیو فیرایرا دا سیلوا نام داشت مغالطه نگردد. او همچنین این کار را برای ادای احترام به زادگاهش انجام داد. او به کار خود در باهیا به عنوان منشی یک بازرگان قهوه ادامه داد، اما همواره از جانب رئیس‌اش مورد استثمار قرار می‌گیرفت و از «ظلم بدون محذور مالکان» به خشم آمده بود.

### بازرگان آفریقای غربی
روزی، او از بندر باهیا سوار بر کشتی شد و به لوآندا رفت و آن‌گونه که او در اواخر زندگی خود گفت، «بدون اینکه حتی بداند آنگولا در کجا قرار دارد». با این حال، لوآندا در اوایل برای وی چندان جذاب نبود و پس از مدتی کوتاهی دوباره به باهیا، جاییکه جو سیاسی در حال داغ شدن بود، برگشت. پس از شروع شدن «شورش سابینو» که یک قیام مستقل در ایالت باهیا بود و از ۶ نوامبر ۱۸۳۷ و ۱۶ مارس ۱۸۳۸ ادامه داشت، سیلوا پورتو درک کرد که این بی‌ثباتی سیاسی موفقیت بازرگانی را مختلط خواهد کرد، از این‌رو تصمیم گرفت تا دوباره به آنگولا برگردد و در آنجا در یک می‌خانه محلی شروع به کار کرد. به‌تدریج، او مجذوب شگفتی‌های درونی قاره آفریقا می‌شود و با نخستین حقوق‌های خود صنایع دستی و پارچه کتانی خریداری می‌کند. پس از اینکه او اطمینان حاصل کرد که مقدار کافی کالای بازرگانی در مالکیت خود دارد، شغل خود را ترک کرد تا حرفه ۵۰ ساله‌اش به عنوان بازرگانی درون کشوری را آغاز نماید. او تنها ۲۲ سال دارد. این یک ماجراجویی مشکل بود: بسیاری کاروان‌های که ساحل بنگوئلا را به مقصد لوئی، لوآندا و کاتانگا ترک می‌کردند، خطر سرقت، چپاول و سبک‌های مذاکره بزرگان محلی را به جان می‌خریدند. همیشه خطرگیر افتادن در جنگ‌های میان قبیله‌ای وجود داشت. سیلوا پورتو دوستان زیادی در درون کشور با بزرگان قبایل پیدا کرد و خود را با شرایط موجود در آفریقا وفق داد، فن‌های کشاورزی بومی را یادگرفت و با یک زن سیاه‌پوست بلندآوازه از شاهی بیه مربوط به مردم اوفیمبوندو ازدواج کرد و برای چندین فرزند وی که نژاد مختلط داشتند پدری کرد.
او تا سال ۱۸۳۸ میلادی یک دکان از وسایل داخل کشوری در لوآندا باز کرده بود. در ۱۸۴۵ میلادی، او به بنگوئلا رفت و برای خودش یک مسیر تجارتی به جاده لوئی، از طریق لوتمبو و زامبزی علیا، ایجاد کرد. در نهایت، او مقر بازرگانی خود را در بیلمونتی گذاشته و به اکتشاف منطقه بروتسلاند آغاز کرد. دکان وی به مرکز فعالیت جدی و بازرگانی مبدل شد؛ او به فروش پارچه‌ها، اشیای پرسلانی کوچک و مواد منفجره خود را به فروش رسانده و همچنین به خرید و فروش عاج، عسل و لاستیک طبیعی از درون کشور مشغول بود و تمامی معاملات خود را در ژورنال‌هایش ثبت می‌کرد. این کتاب‌ها (به‌طور کلی ۱۴ جلد) شامل مشخصات گوناگون جغرافیای، قوم‌شناختی و مردم‌شناختی از منطقه وی در آفریقا بود که دوست قدیمی وی لوسیانو کوردیرو آنرا «گفتگو روی کاغذ» عنوان کرد. کوردیرو همچنین افزود، «با نوشته متراکم و پیچاپیچ او که مرا به بیاد زیگزاگ‌ها در سراسر جنگل‌های کوهستانی می‌اندازد، برخی اوقات او ساعات‌ها را به نوشتن در آرامش می‌گذراند که احتمالاً زبان کریول تمامی تجرید خود در بیابان را مدیون او است». در نهایت، یادداشت‌های سیلوا پورتو در «سال‌نامه شورای ماورای بحار» (Annals of the Ultramarine Counsel) به چاپ رسید.
سیلوا پورتو خود باری اذعان کرد که «اگر کار من آن چیزی باشد که گفته می‌شود، پس این کار بسیار به چاپ رسیده و احتمالاً به زبان‌های مختلف ترجمه می‌شود». در ۱۸۴۸میلادی، او به عنوان فرماندار (کاپیتان-میجر) مقطعی بیه گماشته شد. او به آرام کردن روابط میان مردمان بومی و اروپایی‌ها آغاز کرد؛ با اروپایی‌های استعماری ملاقات نموده و آنها را متحد نمود تا بزرگ محلی، لهیومبولا، را متقاعد سازند که از اخراج مستعمره‌نشین‌ها دست بردارد (کاری که بازرگانان اروپایی همواره بنا بر دلایل کوچک انجام می‌دادند). با این وجود، تلاش‌های او با فوت رئیس قبیله بی‌نتیجه شد و سلوا پورتو مجبور گردید تا برای محافظت از منافع پرتغالی‌ها، از اداره استعماری درخواست نیروی نظامی نماید. پس از ۱۸۵۴ میلادی، فعالیت‌های او بدون وقفه ادامه یافت تا ۱۸۶۹ میلادی او شش سفر دریایی به لوئی و سه سفر دریای به بنگوئلا انجام داد، دکان محلی بیمپوستا را در بنگوئلا خریداری نموده و تا اینکه در ۱۸۷۹ میلادی به بیلمونتی بازگشت، در آنجا مسکن گزین شد. هنگامی که او ۶۲ سال عمر داشت، باری دیگر از آفریقای غربی عبور کرد: او در ۱۸۸۰ و ۱۸۸۲ میلادی به مویو (کوبا)، در ۱۸۸۳ میلادی به لوئی (بروتسلاند) و بعداً در ۱۸۸۲ و ۱۸۸۴ میلادی به بنگوئلا سفر کرد. فعالیت‌های او، به دلیل بازگشتش به لیسبون جهت انجام جراحی چشم در زمستان و بهار ۱۸۸۵، برای مدتی مختل شد. پس از بازگشت، او به چرخاندن کالاهای بازرگانی خود با گاری در درون منطقه ادامه داد، اما این بار به کالوندا و بنگوئلا (تا پایان ۱۸۸۷ میلادی). هنگام حضور در بیلمونتی، او از پول شخصی خودش به یک هیئت مبلغان مذهبی کمک کرد، برای مدارس مواد درسی، برای کودکان غذا و لباس و برای معلمان مزد فراهم نمود.
در ۵ مارس ۱۸۸۹، جستینو تیگزیرا دا سیلوا به‌جای وی به عنوان فرماندار بیه گماشته شد، اما او همواره حقوق ماهیانه ۱۰۰٬۰۰۰ راس و امتیازات جانبی خود را دریافت می‌کرد. ۱۰۰٬۰۰۰ راس که او دریافت می‌کرد، ۲۰ سکه طلای ۵٬۰۰۰ راسی ارزش داشت. این سکه‌های طلای پرتغالی همانند طلای انگلیسی، ۹۱٫۷ در صد خالص بود، اما ۱۰٫۸ درصد نسبت به آن سنگین‌تر بود. بنابرین، هرکدام از این سکه‌های طلای پرتغالی ۱ پوند، ۲ شیلینگ و ۲ پنی ارزش داشتند. از نظر طلای خالص، او هر ماه ۵٫۲۲ اونس (طبق وزن تروی) طلا دریافت می‌کرد. با در نظرداشت قیمت امروزی طلا که یک اونس طلا معادل ۱۵۰۰ دلار است، وی به‌طور تخمینی معادل ۷٬۸۲۸ دلار آمریکایی به ارزش پول امروزی، حقوق دریافت می‌کرد.

### کاشف
حدود سال‌های ۱۸۵۰ میلادی، برنامه‌های اکتشافی پرتغال از آفریقا گسترش یافت، اما تقاضای سیلوا پورتو مبنی بر اشغال توسط نیروی نظامی هیچگاه شنیده نشد: در آن زمان، پرتغال تنها به توسعه و مستعمره‌سازی ساحل علاقه داشت.